# Saiga borealis
Saiga borealis là một loài động vật có vú trong họ Bovidae, bộ Artiodactyla. Loài này được Tschersky mô tả năm 1876.